# Txillida. Barne ikuspegia
Txillida: Barne ikuspegia (en bsc Chillida, retrata a casa) és un curtmetratge documental del 1983 dirigit per Pedro de la Sota i José Julián Bakedano sobre l'escultor Eduardo Chillida.

## Argument
Documental sobre l'escultor Eduardo Txillida. La pel·lícula es basa en una conversa entre l'escultor i el seu amic, el pintor Rafael Ruiz Balerdi sobre la qüestió de la creació.